# Kollusion (Ökonomie)
Unter Kollusion (lat. collusio: geheimes Einverständnis) versteht man in der Ökonomie die Koordination oder Absprache von am Markt tätigen Akteuren (z. B. Unternehmen). Kollusionen werden u. a. in der Industrieökonomie bzw. Oligopol-Theorie untersucht.
Kollusion lässt sich auch als eine Variante einer verdeckten Kooperation betrachten. Diese Einordnung kann aber auch umgekehrt erfolgen und die Übergänge der Konzepte sind meist fließend. Eine konkretere Form der Abgrenzung könnte juristisch erfolgen (vgl. Kollusion im Recht). In der Wirtschaftstheorie wird der Begriff allerdings meist im weiteren Sinne für Zusammenarbeit oder Absprache benutzt. Als Marktform steht die Kollusion auf jeden Fall dem Wettbewerb gegenüber.

## Unterscheidung von Kollusionen
Man unterscheidet zwischen vertraglichen und nichtvertraglichen sowie zwischen horizontalen und vertikalen Kollusionen.

### Nach der Form der Vereinbarung
- Zu vertraglichen Kollusionen zählen Kartelle, Kooperationen und Allianzen.
- Zu nichtvertraglicher Kollusion (aufeinander abgestimmtes Verhalten) zählen etwa die formlose Verständigung und generelles Parallelverhalten. Ein Beispiel ist das Verhalten von Banken – wer bei einer Bank keinen Kredit bekommt, bekommt ihn bei der zweiten mit großer Wahrscheinlichkeit auch nicht.

### Nach der Wertschöpfungsstufe
- Die horizontale Kollusion beschreibt insbesondere ein abgestimmtes Parallelverhalten in der Preissetzung; z. B. Tankstellen. Die horizontale Kollusion führt daher regelmäßig zu Untersuchungen und Untersagungsverfügungen des Kartellamtes.
- Die vertikale Kollusion beschreibt etwa Preisbindung und Preisempfehlungen z. B. bei Büchern (Buchpreisbindung). Diese Form der Kollusion ist in nahezu allen Bereichen des Wirtschaftslebens durch gesetzgebende Maßnahmen untersagt.

Problematisch sind dabei die Aussetzung des Preiswettbewerbs sowie die teilweise damit verbundenen Quersubventionen.

## Oligopoltheorie und Kollusionslösung
Als Kollusionslösung wird ein Oligopolmodell bezeichnet, in dem die Anbieter ihre Aktionen so aufeinander abstimmen, dass sie den Gesamtgewinn der Branche maximieren. Sie verhalten sich wie ein Monopolist und betreiben gemeinsame Gewinnmaximierung. Die Kollusion ist eine, aus Sicht der Unternehmen, anzustrebende Marktform. Allerdings ist diese Lösung instabil, da eine Partei eventuell einen Anreiz hat, von dieser Strategie abzuweichen (sie sind nicht vertraglich gebunden). Dies führt oft zu Situationen, die dem Gefangenendilemma ähnlich sind (diese und andere Situationen und Verhaltensweisen werden auch in der Spieltheorie untersucht).
Beispielsweise ist es vorstellbar, dass zwei Unternehmen durch Kollusion einen Gewinn über dem des Cournot-Gleichgewichtes erreichen können (vgl. Cournot-Oligopol).
Das Gegenteil von Kollusion bzw. Kooperation wird als Defektion bezeichnet.